# Makeleta Stephan
Makeleta Stephan z domu Piukala (ur. 23 maja 1978 w Tongatapu) – tongijska biegaczka narciarska.

## Kariera
Stephan zadebiutowała na Mistrzostwach Świata w szwedzkiej miejscowości Falun, gdzie w biegu eliminacyjnym do biegu sprinterskiego zajęła ostatnie 94. miejsce, kończąc bieg wolniej od zwyciężczyni biegu eliminacyjnego o ponad 7 minut.
Stephan mieszka w Niemczech wraz z mężem od 14 lat.

## Osiągnięcia

### Mistrzostwa świata
| Miejsce | Dzień     | Rok  | Miejscowość | Konkurencja              | Czas biegu  | Strata | Zwyciężczyni           |
| ------- | --------- | ---- | ----------- | ------------------------ | ----------- | ------ | ---------------------- |
| 93.     | 19 lutego | 2015 | Falun       | Sprint stylem klasycznym | 3:26,63 min | —      | Marit Bjørgen          |
| 105.    | 23 lutego | 2017 | Lahti       | Sprint stylem dowolnym   | 3:02,34 min | —      | Maiken Caspersen Falla |